# Интернет в Сирии
Сирийский Интернет — часть Интернета на территории Сирии и связанные с ним предпринимательская деятельность, общественная деятельность, культура, политическая и преступная деятельность. Контент в основном на арабском языке. У Сирии одно доменное имя: .sy.

## Доступность
В 2010 году число пользователей интернета (на 100 жителей) достигло 20 человек, то есть 2 сирийца из 10 имели доступ в интернет. По состоянию на сентябрь 2016 года, в Сирии был доступен интернет по технологиям ADSL и Dial-up со скоростью до 16 мбит/с.